# Les héros ne meurent jamais (film, 1969)
Pour les articles homonymes, voir Les héros ne meurent jamais.
Pour plus de détails, voir Fiche technique et Distribution.
Les héros ne meurent jamais (Probabilità zero) est un film italien réalisé par Maurizio Lucidi, sorti en 1969.

## Synopsis
Norvège, 1943. Un avion anglais est abattu au large des côtes norvégiennes. Le pilote blessé et la carcasse de l'avion sont récupérés par les Allemands qui y découvrent un radar révolutionnaire. Afin de soustraire ce radar aux Allemands avant qu’ils aient le temps de l’étudier, l’État-major américano-britannique envoie sur place l’Américain Duke (Henry Silva), chargé avec l’aide d’un couple de résistants (Riccardo Salvino et Katia Christine) de détruire les débris de l’avion pendant son transport. Ils échouent ; Duke propose alors d’aller faire exploser le radar dans le laboratoire où les Allemands l’analysent, à savoir un bunker construit à l’intérieur même d’un fjord. Même si ses supérieurs estiment à zéro la probabilité de la réussite de cette mission, ils laissent tout de même Duke recruter quatre hommes pour mener à bien sa mission suicide.

## Fiche technique
Sauf indication contraire, les informations mentionnées dans cette section peuvent être confirmées par la base de données cinématographiques IMDb,  présente dans la section « Liens externes ».
- Titre original : Probabilità zero
- Titre français : Les héros ne meurent jamais[1] ou Probabilité zéro[2]
- Réalisateur : Maurizio Lucidi
- Scénario : Dario Argento, Maurizio Lucidi, Giuseppe Mangione, Vittorio Vighi
- Photographie : Aldo Tonti
- Montage : Alberto Gallitti
- Musique : Carlo Rustichelli
- Décors : Alberto Boccianti
- Producteur : Salvatore Argento
- Société de production : Auriga Film 68
- Pays de production :  Italie
- Langue de tournage : italien
- Format : Couleur eastmancolor - 1,85:1 - Son mono - 35 mm
- Durée : 89 minutes
- Genre : film d'action, film de guerre
- Dates de sortie :
  -  Italie 7 mai 1969

## Distribution
- Henry Silva : Duke
- Katia Christine : Kristy
- Riccardo Salvino : Hans Liedholm (vo) / Sigurt Holm (vf)
- Marco Guglielmi : le capitaine Kreuz
- Renato De Carmine (it) : le major Horst
- Pietro Martellanza : Sam Trench (crédité Peter Martell)
- Luigi Casellato (it) : Carlo Sardi dit "Charlie"
- Franco Giornelli (it) : John Mac Harding dit "Mac"
- Ezio Sancrotti (it) : Simon Bohr
- Alfredo Vittorio Reichlin (it) : le professeur Schwartz (crédité Vittorio André)
- Marco Bogliani : le lieutenant Keller
- Paolo Magalotti : l'officier OSS avec la barbe
- Fulvio Mingozzi : l'officier des services secrets britanniques
- Bill Vanders : le colonel Timpson
- Maria Cristina Farnese :
- Tony Roico :